# 第1次佐藤内閣 (第1次改造)
第1次佐藤第1次改造内閣（だいいちじさとうだいいちじかいぞうないかく）は、佐藤栄作が第61代内閣総理大臣に任命され、1965年（昭和40年）6月3日から1966年（昭和41年）8月1日まで続いた日本の内閣。
前の第1次佐藤内閣の改造内閣である。

## 概要
第1次佐藤内閣は、前内閣総理大臣：池田勇人の病気退陣という事情が考慮されたため、内閣官房長官のみ鈴木善幸から橋本登美三郎への交代を実施した以外は全て池田前内閣の閣僚をそのまま引き継いでの発足であった（居抜き内閣）。従ってこの内閣改造は佐藤政権にとって事実上の初組閣でもあり、発足以来7年8ヶ月に及ぶ長期政権への本格的な体制固めの第一歩となる閣僚人事となった。
この第1次佐藤第1次改造内閣時代のトピックスとしては、
1. 韓国政府との『日本国と大韓民国との間の基本関係に関する条約』（日韓基本条約）の調印（1965年6月22日）と批准（同年12月11日）。
2. 日本万国博覧会（大阪万博）開催決定（1965年9月13日）
3. 新東京国際空港（現・成田国際空港）の建設予定地の閣議決定（1966年7月4日、s:新東京国際空港の位置及び規模について）
4. 戦後初の「赤字国債」発行を閣議決定（1965年11月19日）。

が挙げられる。

## 閣僚
- 内閣総理大臣 - 佐藤栄作（佐藤派）
- 法務大臣 - 石井光次郎（石井派）
- 外務大臣 - 椎名悦三郎（川島派）
- 大蔵大臣 - 福田赳夫（福田派）
- 文部大臣 - 中村梅吉（河野派）
- 厚生大臣 - 鈴木善幸（旧池田派 - 前尾派）
- 農林大臣 - 坂田英一（佐藤派）
- 通商産業大臣 - 三木武夫（三木派）
- 運輸大臣 - 中村寅太（三木派）
- 郵政大臣 - 郡祐一（参議院議員）
- 労働大臣 - 小平久雄（旧池田派 - 前尾派）
- 建設大臣、近畿圏整備長官、首都圏整備委員会委員長 - 瀬戸山三男（佐藤派）
- 中部圏開発整備長官：1966年（昭和41年）7月1日設置 - 瀬戸山三男（兼務、佐藤派）
- 自治大臣、国家公安委員会委員長 - 永山忠則（福田派）
- 内閣官房長官：1966年（昭和41年）6月28日より国務大臣 - 橋本登美三郎（佐藤派）
- 総理府総務長官 - 安井謙（参議院議員）
- 行政管理庁長官、北海道開発庁長官 -  福田篤泰（旧村上派）
- 防衛庁長官 - 松野頼三（佐藤派）
- 経済企画庁長官 - 藤山愛一郎（藤山派）
- 科学技術庁長官 - 上原正吉（参議院議員）
  - 内閣法制局長官 - 高辻正己
  - 内閣官房副長官（政務） - 竹下登
  - 内閣官房副長官（事務） - 石岡実
  - 総理府総務副長官（政務）：1965年（昭和40年）6月1日二人制 - 細田吉蔵：1965年（昭和40年）6月3日 -
  - 総理府総務副長官（事務） - 古屋亨

## 政務次官
- 法務政務次官 - 山本利寿
- 外務政務次官 - 正示啓次郎
- 大蔵政務次官 - 藤井勝志、竹中恒夫
- 文部政務次官 - 中野文門
- 厚生政務次官 - 佐々木義武
- 農林政務次官 - 仮谷忠男、後藤義隆
- 通商産業政務次官 - 進藤一馬、堀本宜実
- 運輸政務次官 - 福井勇
- 郵政政務次官 - 亀岡高夫
- 労働政務次官 - 天野光晴
- 建設政務次官 - 谷垣専一
- 自治政務次官 - 大西正男
- 行政管理政務次官 - 中山栄一
- 北海道開発政務次官 - 久保田円次
- 防衛政務次官 - 井村重雄
- 経済企画政務次官 - 鴨田宗一
- 科学技術政務次官 - 田川誠一

## 自由民主党三役
なお、内閣改造に伴い、自民党役員改選が行われた。
- 副総裁 - 川島正次郎（川島派）
- 幹事長 - 田中角栄（佐藤派）
- 総務会長 - 前尾繁三郎（旧池田派 - 前尾派）
- 政務調査会長 - 赤城宗徳（川島派）